# Mesorhinosuchus
Mesorhinosuchus  (лат.) — вымерший род базальных фитозавров, возможно, известный из раннего триаса (ранний оленёкский ярус) Саксонии-Анхальт, центрально-восточной Германии. Впервые он был назван Отто Якелем в 1910 году и типовой вид — Mesorhinus fraasi. Общее название Mesorhinus было связано с Mesorhinus piramydatus Ameghino, 1885, млекопитающим Macraucheniid meridiungulatan. Так, альтернативное родовое название Mesorhinosuchus было предложено Оскаром Куном в 1961 году. Род иногда неправильно пишется как Mesorhinosaurus, в то время как Stocker and Butler (2013) недавно неправильно написали его первоначальное родовое название как Mesosuchus. 
Jaekel (1910) описал таксон на основе единственного экземпляра, который он нашел в коллекции Геттингенского университета, с этикеткой, которая идентифицировала его как темноспондила из Нижнего Бунтсандштайна (ранний триас) Саксонии-Анхальт.  Голотип, ненумерованный частичный череп GZG с отсутствующим передним концом, был уничтожен во время Второй мировой войны. Согласно Стокеру и Батлеру (2013), основываясь на фотографии в исходном описании, череп голотипа, несомненно, принадлежал фитозавру, что делает его предположительно стратиграфически самым низким из известных фитозавров. Jaekel (1910) нашел потенциальное совпадение отложений, в которых сохранился череп, с местонахождением Wipperbrücke, Parforcehaus, горизонтом в самом основании Среднего Бунтсандштайна близ Бернбурга. Это делает образец раннеолёнекского (смитского) возраста. Однако, поскольку голотип был уничтожен без выживших слепков, а его происхождение не может быть подтверждено без новых образцов, недавние авторы в значительной степени игнорировали его или предполагали, что его стратиграфическое местонахождение было неверным. Различные авторы называли M. fraasi Paleorhinus fraasi или Parasuchus fraasi, в то время как более поздний обзор Phytosauria, подготовленный Stocker and Butler (2013), воздержался от этого, отнеся его к Phytosauria Incertae sedis. 

## Примечание
1. 1 2  Arnold Jacobi. Ueber ostafrikanische Homopteren // Sitzungsberichte der Gesellschaft Naturforschender Freunde zu Berlin.. — 1904. — Т. 1904. — С. 14–17. — ISSN 0433-8731. — doi:10.5962/bhl.part.8958.
2. ↑  Vorwort // Liste der rezenten Amphibien und Reptilien: Helodermatidae, Varanidae, Lanthanotidae. — De Gruyter, 1963-12-31. — С. VII–VIII.
3. 1 2 3  Michelle R. Stocker, Richard J. Butler. Phytosauria // Geological Society, London, Special Publications. — 2013. — Т. 379, вып. 1. — С. 91–117. — ISSN 2041-4927 0305-8719, 2041-4927. — doi:10.1144/sp379.5.
4. ↑  Spencer G. Lucas, Carlos González-León. Marine Upper Triassic strata at Sierra la Flojera, Sonora, Mexico // Neues Jahrbuch für Geologie und Paläontologie - Monatshefte. — 1994-02-07. — Т. 1994, вып. 1. — С. 34–40. — ISSN 0028-3630. — doi:10.1127/njgpm/1994/1994/34.